# Фишман, Яков Лейбович
Я́ков Ле́йбович Фи́шман (20 марта 1913, Слуцк — 4 июня 1983, Москва) — главный раввин Московской хоральной синагоги с 1972 по 1983 годы.

## Биография
Родился в Слуцке. Учился в раввинской семинарии в Москве. Его жена и дети погибли во время Второй мировой войны от рук нацистов. До 1964 года служил раввином в разных синагогах СССР. В Москве работал на автомобильном заводе имени Лихачёва. В 1972 году, после смерти Лейба Левина, избран главным раввином Москвы и раввином хоральной синагоги.
В 1976 году посетил США в делегации, которую возглавлял митрополит Ювеналий, по приглашению Артура Шнеера — раввина синагоги Восточного Парка в Манхеттене. Давая интервью американской прессе, Фишман заявил об отсутствии преследования религиозных евреев в Советском Союзе. Благодаря этому визиту несколько молодых евреев (в числе которых был, например, Адольф Шаевич) смогли начать обучение в иешиве в Будапеште. В 1977 году встретился с Леонидом Брежневым и Патриархом Московским и всея Руси Пименом на приёме в Кремле в связи с 60-й годовщиной Октябрьской революции.
В 1980 году сильно заболел, и его обязанности стал исполнять его помощник раввин Адольф Шаевич. 28 апреля 1983 года стал членом «Антисионистского комитета Советской общественности». Скончался от сердечного приступа 4 июня 1983 года.